# Joan Faner
Joan Faner Català, más conocido como Joan Faner (Ciudadela, Baleares, 17 de noviembre de 1990 en es un jugador de baloncesto español. Con 1.74 de estatura, su puesto natural en la cancha es el de base. Actualmente juega en el TAU Castelló.

## Trayectoria
Faner nació en Ciudadela, en la zona oeste de Menorca, y debutó en la temporada 2010-11 con el equipo que llevó la bandera de la isla durante varios años. Era un chico muy joven, todavía en formación, y aquello seguro que le sirvió para los frutos que recogería más tarde.
Francisco Olmos lo hizo debutar ante el CAI Zaragoza un 5 de diciembre del 2010 y unas jornadas más tarde también jugó ante el Real Madrid contra el que anotaría un ‘2+1’.
A TAU Castelló llegó en 2013 y en 2016 logró el ascenso a LEB Oro siendo decisivo con su descaro y capacidad de dirección. Anteriormente había pasado unos meses en el Club Baloncesto Plasencia (también en LEB Plata) y en el CB San Isidro canario (EBA). Sus buenos números en Liga LEB, le avalan para una trayectoria que va subiendo peldaños poco a poco, con el objetivo de regresar a la Liga Endesa, donde se colocaría automáticamente entre los jugadores más bajitos de su historia.
Joan actuales lleva 12 temporadas consecutivas en Amics Castelló, siendo el jugador con más partidos de su historia.